# Garudinia successana
Garudinia successana là một loài bướm đêm thuộc phân họ Arctiinae, họ Erebidae.